# Alakumhara
Alakumhara nebo Lekuchona (abchazsky Алакәымҳара nebo Лекәхона, gruzínsky a megrelsky ლეკუხონა – Lekuchona) je vesnice v Abcházii v okrese Gali při hranici s Gruzií. Leží přibližně 30 km severovýchodně od okresního města Gali. Obec sousedí na západě a na jihu s Papynyrchvou, na severozápadě a na severu s Gumryšem v okresu Tkvarčeli a na východě s Kalagali v gruzínském kraji Samegrelo – Horní Svanetie. Podél východní hranice obce protéká říčka Viardzdu (Velký Erisckali), jež pramení v kopcích za obcí na gruzínské straně.

## Vesnický okrsek Alakumhara
Alakumhara je vesnické správní centrum s oficiálním názvem Vesnický okrsek Alakumhara (rusky Алакумхарская сельская администрация, abchazsky Алакәымҳара ақыҭа ахадара). Za časů Sovětského svazu se okrsek jmenoval Lekuchonský selsovět (Лекухонский сельсовет). Součástí vesnického okrsku Alakumhara jsou následující části:

Vesnický okrsek Alakumhara

- Alakumhara / Lekuchona (Алакәымҳара / Лекәхона)
- Akvarabžjara / Žirgališka (Акәарабжьара / Жирӷалишка) – gruzínsky Žirgališka (ჟირღალიშკა)
- Lečaraia (Леҷараиа) – gruzínsky Lečaraie (ლეჭარაიე)

## Historie
Lekuchona byla v minulosti součástí gruzínského historického regionu Samegrelo, od 17. století pak Samurzakanu. Po vzniku Sovětského svazu byla vesnice součástí příhraničí Abchazské ASSR s Gruzií, přičemž všichni obyvatelé se hlásili ke gruzínské národnosti. Obec spadala pod okres Gali.
Během války v Abcházii v letech 1992–1993 byla obec ovládána gruzínskými vládními jednotkami. Na konci této války se zdejší obyvatelé ocitli pod vládou separatistické Abcházie. Počet obyvatel se změnil po těchto událostech málo. V roce 1994 byla Lekuchona oficiálně přejmenována na současný název Alakumhara. Dle Moskevských dohod z roku 1994 o klidu zbraní а o rozdělení bojujících stran byla Alakumhara začleněna do nárazníkové zóny, kde se o bezpečnost staraly mírové vojenské jednotky SNS v rámci mise UNOMIG. Mírové sbory Abcházii opustily poté, kdy byla v roce 2008 Ruskem uznána nezávislost Abcházie.
Od té doby se o bezpečnost a o hranici s Gruzií starají abchazské a ruské vojenské jednotky. Na území obce Lečaraia se nachází jejich základna. Do začátku roku 2011 byla celá hranice s Gruzií v obci včetně silnice do Mudžavy uzavřena a obehnána dvojitým, přes dva metry vysokým plotem s ostnatými dráty.

## Obyvatelstvo
Dle nejnovějšího sčítání lidu z roku 2011 je počet obyvatel vesnického okrsku 514 a jejich složení je následovné:
- 512 Gruzínů (99,6 %)
- 1 Abchaz (0,2 %)
- 1 příslušník ostatních národností (0,2 %)

V roce 1989, před válkou v Abcházii žilo v Lekuchoně 337 obyvatel a v celém Lekuchonském selsovětu 625 obyvatel.